# لو فينغ
لو فينغ (بالصينية: 陆峰) (12 نوفمبر 1981 في الصين - ) هو لاعب كرة قدم صيني في مركز الوسط. شارك مع منتخب الصين لكرة القدم. أما مع النوادي، فقد لعب مع كينغداو جونون ونادي هينان جيانيي.

## وصلات خارجية
- لو فينغ على موقع قاعدة بيانات كرة القدم.إي يو (الإنجليزية)
- لو فينغ على موقع ناشيونال فوتبول تيمز (الإنجليزية)
- لو فينغ على موقع Soccerway.com (الإنجليزية)